# Phaonia guttiventris
Phaonia guttiventris är en tvåvingeart som beskrevs av Fritz Isidore van Emden 1943. Phaonia guttiventris ingår i släktet Phaonia och familjen husflugor.
Artens utbredningsområde är Kenya. Inga underarter finns listade i Catalogue of Life.